# Лопухін Петро Васильович
Ясновельможний князь (1799) Петро Васильович Лопухін (1753 — 6 квітня 1827 ) — Російський державний діяч, дійсний таємний радник 1-го класу (1814), голова Комітету міністрів Російської імперії в 1816-1827 гг. Особливо піднявся при дворі, коли його дочка Ганна Гагаріна стала фавориткою Павла I. Сенатор (1796). 

## Ранні роки
Син небагатого майора Василя Олексійовича Лопухіна, який володів маєтками в Порхівському повіті , та його дружини Марії Іванівни, до шлюбу Хоненьової.
Навчався у дворянській університетській гімназії (1755-1761). У гімназії виявляв інтерес до історії, географії, права та іноземних мов, захоплювався заняттями в забавному батальйоні Московського університету  . У 1761 році був проведений у дійсних студентів університету, навчався на власні кошти. Закінчив університетський курс в 1768  . Ще учнем дворянської гімназії (1760) зарахований на службу в лейб-гвардії Преображенський полк, вступив на службу в 1769 прапорщиком . Капітан-поручик (з 1775).
У 1777 році в чині полковника визначений до статських справ. Обер-поліцмейстер Санкт-Петербурга з січня 1780 по січень 1783 року. У 1782 році перебудовано поліцейський апарат — створено управа благочиння на чолі з обер-поліцмейстером. Петербург розділений на 10 поліцейських частин на чолі з приватними приставами. За його безпосередньої участі відкрито міську лікарню з будинком піклування для божевільних, споруджено кам'яні склади для зберігання лісу на острові Нова Голландія.
У 1783 р. отримав орден св. Володимира ІІІ ст. і очолив канцелярію Тверського намісництва (звання генерал-майора). У тому року призначений московським цивільним губернатором. Звідси переміщений в 1793 р. генерал-губернатором Ярославль і Вологду, будучи вже (з 1791) генерал-поручиком.
Зі вступом на престол Павла I перейменований з генерал-поручників у таємні радники і призначений присутнім у московських департаментах Сенату. За успіхи на губернаторських постах отримав ордена Св. Володимира 2-й степ. (1785) та Св. Олександра Невського (17.12.1796). Був обраний 4 жовтня 1798 почесним членом Санкт-Петербурзьких англійських зборів.

## Прихильність Павла I
Досі, за словами сучасників, Лопухін «продовжував службу мірним кроком». Але зі вступом на престол Павла «щастя посміхнулося» йому: «сліпий випадок — і другорядний сановник став першим у державі»  . Імператор закохався у старшу дочку Лопухіна, Ганну, і почесті та нагороди посипалися на батька, який заохочував це захоплення.
У серпні 1798 р. Лопухін був переведений до столиці генерал-прокурором, з призначенням у дійсні таємні радники. На додаток до всіх інших орденів Російської імперії придбав і андріївську стрічку  . Указом від 19 січня 1799 р. «на відплату вірності та старанність до служби» отримав князівський титул і герб з девізом «Благодать» (переклад імені «Анна»), а через місяць (22 лютого) — також титул і переваги найсвітлішого князя. Ще через місяць (11 березня) Павло завітав до нього придворну ліврею та староство Корсунь у Київській губернії, а також будинок на Палацевій набережній.
Щоб застати государя в хорошому настрої, Лопухін їздив до палацу з доповідями о 6-й годині ранку. Як присутній в Імператорській раді брав участь у підготовці указів про позбавлення від тілесних покарань осіб старше 70 років і про передачу на ревізію до Межового департаменту Сенату справ про «відсуджені» поміщиками казенні землі (обидва 1798), добився розширення прав губернії. місцевими органами влади. На прохання університетського начальства став піклувальником Московського університету.
Хитрий царедворець, знаючи химерну вдачу і мінливість розташування свого покровителя, не бажав довше спокушати долю і 7 липня 1799 р. випросив звільнення від усіх справ, після чого пішов до Москви. Причину такого раптового рішення бачили в тому, що Лопухін не ладнав з Кутайсовим (якому цілком було зобов'язано, бо останній влаштував знайомство Павла з його дочкою)  .

## Кар'єра за Олександра I

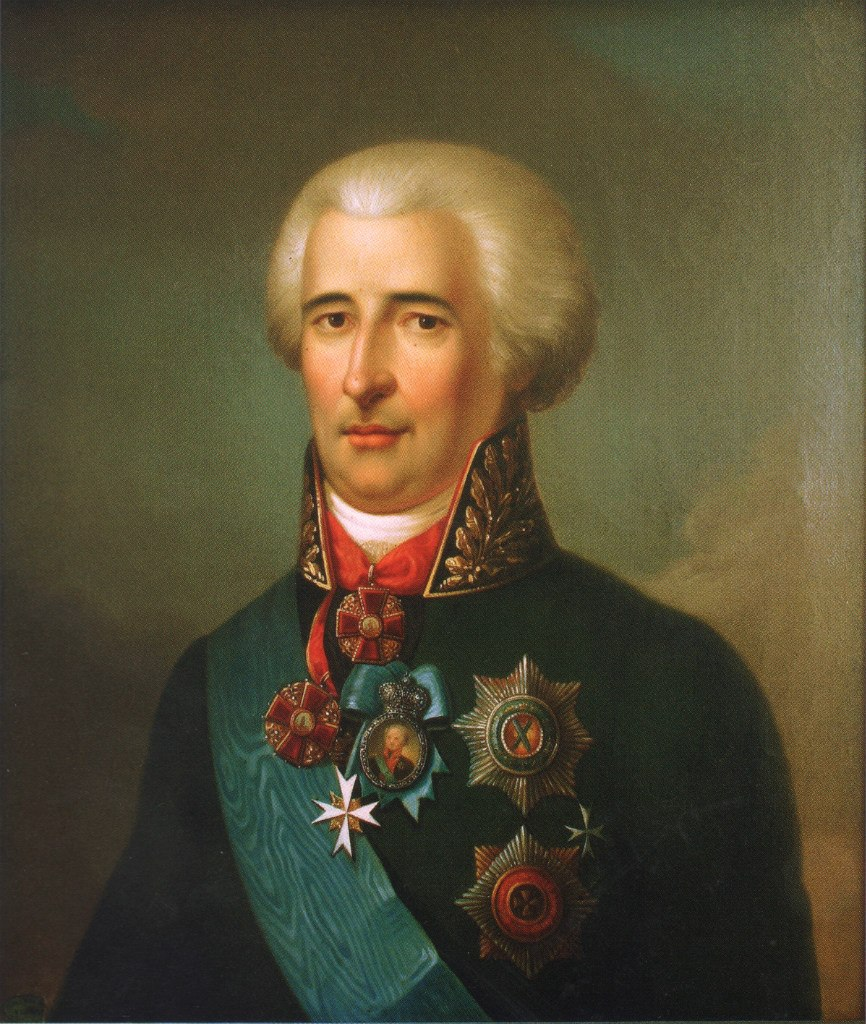
Портрет найсвітлішого князя Петра Васильовича Лопухіна, ХІХ ст.

З воцарінням Олександра I (1801) Лопухін повернувся на службу, спочатку як член Неодмінної ради при імператорі. З 1803 — міністр юстиції і голова Комісії складання законів; будучи за посадою генерал-прокурором Сенату, провів його реорганізацію (заснував два нових департаменти, а також тимчасові департаменти і комітети для «огляду» скарг, що надходять до Сенату). У січні 1807 року одночасно очолив Комітет збереження громадської безпеки, який розглядав справи про образу величності, державну зраду, про поширення «хибних і шкідливих чуток», про таємні товариства та ін.
Почесті продовжували сипатися на Лопухіна і пізніше, у міру піднесення Аракчеєва, з яким він давно перебував у дружніх стосунках. З 17.01.1810 року — голова Департаменту цивільних та духовних справ Державної ради, з 9.02.1810 р. — голова Державної ради Департаменту цивільних та духовних справ, а з 1812 — голова у департаментах законів та військових справ. З 1814 р. — дійсний таємний радник 1 класу. З 1816 — голова Державної ради та Комітету міністрів. У 1819 р. обраний почесним членом Російської Академії наук. У 1826 — голова Верховного кримінального суду у справі декабристів .
Прослуживши на чолі уряду та Державної ради понад 10 років, найсвітліший князь, маючи похилий вік та засмучене здоров'я, 2 листопада 1826 р. звертається до імператора Миколи I з проханням про відставку, проте імператор її не прийняв і просив його продовжувати доглядати справи держави.
Помер 1827 року і був похований біля міста Порхова у своєму родовому маєтку на цвинтарі Карачуніци, в усипальниці при Микільській церкві інвалідного будинку, створеного Лопухіними. К. Я. Булгаков писав про його хворобу і смерть  :
|  | Лопухин плох... У него желудок перестал совершенно действовать. Надобно быть такому крепкому сложению, чтоб без желудка и ещё жить. Лежит и не может пошевелиться, так что у него сделались пролежни. Говорят, всё плачет, не хочет умирать... Вчера умер Лопухин, и как говорят, в памяти и твердости. Жене оставил дом, дачу и 50 тысяч дохода, прочее всё сыну. |

За участю Петра Васильовича було створено відомі архітектурні ансамблі у с. Введенському у Звенигородському повіті поблизу Москви (архітектор М. О. Львов ), на Аптекарському острові в Санкт-Петербурзі, а також у містечку Корсунь Київської губернії.

## Особисті якості
На час своєї відставки влітку 1799 р. Лопухін був єдиним при дворі володарем титулу найсвітлішого князя , проте не надавав цієї виняткової на той час почесті великого значення. Він говорив, що «природа всіх на світ одно виробляє» і що «титул світлості не просвічує розуму, не гріє на морозі, не робить світлішу темну кімнату», а лише дає привід думати про нього гірше . Більше, ніж пишними титулами, він цікавився вигодами матеріальними:

«Эгоист по характеру и чувству, равнодушный к родине, престолу и ближнему, он и добро и зло делал только по встрече, без умысла и намерения; кроме себя, ничего не любит; кроме своего удовольствия, ничем не дорожит, покупая оное всеми средствами, без разбора их качества.»— князь И. М. Долгоруков
Високого зросту, вродливий, Лопухін мав великий успіх у жінок і до старості не полишав волокитства. Дами завжди могли досягти через нього багато чого, натомість некрасива княгиня Є. Р. Дашкова змальовує його людиною «фальшивою, потайливою і мстивою». За відгуком іншого мемуариста, він мав «вдачу палку, але серце добре, швидке міркування і навик у справах»  .

## Родина
|                                                     |  |  |
| Двоє дружин: перша («ліворуч») і друга («праворуч») |  |  |

Перша дружина (з 1776) — Параска Іванівна Левшина (1760-1785), дочка полковника Івана Фоміча Левшина та Ганни Іванівни, при народжені княжни Львової. Користувалася великою повагою у суспільстві. За свідченням князя І. М. Долгорукова , закоханого в Лопухіну, вона була мила і красива жінка  . Діти:
- Анна Петрівна (1777-1805), фрейліна, фаворитка імператора Павла I. З 1800 одружена з князем П. р. Гагаріним .
- Василь Петрович (11.08.1780 [9] ? )
- Катерина Петрівна (1783-1830), статс-дама, з 1797 одружена з Г. А. Демидовим.
- Парасковія Петрівна (1784 - 25 квітня (   ), фрейліна, кавалерственна дама орд. Св. Катерини, з 1800 року одружена з графом П. І. Кутайсовим (1780-1840), були знайомі з Пушкіним.

Друга дружина (з 5 (   ) — Катерина Миколаївна Шетньова (1763-1839) — була протилежністю першій. За повної відсутності освіти користувалася найнезавиднішою репутацією у вищому суспільстві через свої забобони та святенництво. Практично не приховувала ні від кого свого зв'язку з красенем-офіцером Федором Уваровим, який завдяки їй зробив завидну кар'єру. Четверо дітей:
- Олександра Петрівна ( 30 травня (   - 15 (   ), вперше була одружена з генерал-лейтенантом А. А. Жеребцовим (1781-1832), сином знаменитої О. А. Жеребцової ; після 1829 року одружилася з А. А. Ржевуським (1801-1888). Дочка від першого шлюбу Ольга (1807-1872) була одружена з графом А. Ф. Орловим.
- Павло Петрович (1790-1873), учасник Прусського походу, кампаній 1813-1815 років, масон, один із засновників Союзу благоденства. Був одружений з 1833 року з відомою красунею Жанеттою Іванівною Алопеус, до шлюбу фон Венкстерн.
- Єлизавета Петрівна (179. -1805), дівчина.
- Софія Петрівна ( 3 (   ), з 1820 року одружена з генерал-лейтенантом князем А. Я. Лобановим-Ростовським (1795-1848); померла під час пологів.